# Microvan
Microvan je mali gradski automobil, čija karoserija ima oblik identičan minivanu i kombiju.
Microvanovi su relativno nepopularna vrsta automobila u odnosu na hatchbackove iste klase, a proizvoditi su se počeli u Japanu. Danas se mogu naći i u ponudi europskih proizvođača, a kao primjer se mogu navesti Peugeot 1007, Opel Agila, Fiat Idea i Renault Modus.